# Военный мемориал графства Девон
Военный мемориал графства Девон — мемориал погибшим в Первой мировой войне, разработанный сэром Эдвином Лаченсом, который расположен на зелёной площадке (Cathedral Green) городского собора Эксетера, главного города графства Девон, на юго-западе Англии. Это один из пятнадцати военных крестов, спроектированных Лаченсом, и один из двух гражданских мемориалов города. Первоначально планировалось завершить строительства клуатра в Эксетерском соборе, посвящённого погибшим в Великой войне девонцам, но от неё отказались из-за нехватки денежных средств. Рассмотрев многочисленные предложения, комитет военного мемориала графства Девон поручил Лаченсу разработать военный крест. После обсуждения нескольких вариантов местоположения, было решено разместить мемориал на зелёной территории Эксетерского собора. Одновременно с этим проходило обсуждение создания военного мемориала для самого Эксетера, но комитеты двух проектов не смогли работать вместе, в результате чего было создано два отдельных мемориала — мемориал графства у собора и Военный мемориал города Эксетера в саду Нортернхей.
Мемориал имеет форму креста. Высеченный из цельного куска гранита, добытого в Дартмуре, он находится к западу от собора, на уровне с алтарём. Крест возвышается на гранитном трёхступенчатом пьедестале. Он был открыт принцем Уэльским 16 мая 1921 года. После археологических раскопок, проведённых в 1970-х годах, между мемориалом и собором была создана дорога для процессии. Мемориал является памятником архитектуры II степени, частью «национальной коллекции» военных мемориалов Лаченса. С 2015 года все мемориалы архитектора в Англии были защищены статусом памятника архитектуры.

## Общие сведения
После Первой мировой войны по всей Великобритании были построены тысячи военных мемориалов. Среди наиболее выдающихся создателей был архитектор сэр Эдвин Лаченс, которого Комиссия по историческим делам и зданиям Англии охарактеризовала как «ведущего английского архитектора своего поколения». До Первой мировой войны, Лаченс заработал себе репутацию, проектируя загородные дома для богатых заказчиков, например,замок Драго, к западу от Эксетера. После войны он посвятил большую часть своего времени увековечиванию памяти погибших. Он был одним из трех главных архитекторов в Имперской комиссии по уходу за военными захоронениями (IWGC) и спроектировал многочисленные военные мемориалы для городов и деревень по всей Великобритании, а также для нескольких других стран Содружества. Его самым известным проектом был Кенотаф на Уайтхолле в Лондоне, который стал центром празднования дня памяти павших.
Мемориал графства Девон является одним из пятнадцати военных крестов, спроектированных Лаченсом по аналогичным параметрам между 1920 и 1925 годами. Большая часть крестов Лаченса были заказаны для маленьких деревень, но мемориал графства Девон является одним из двух провозглашенных в гражданских памятников города—другой называется Йоркским военным мемориалом.

## Открытие

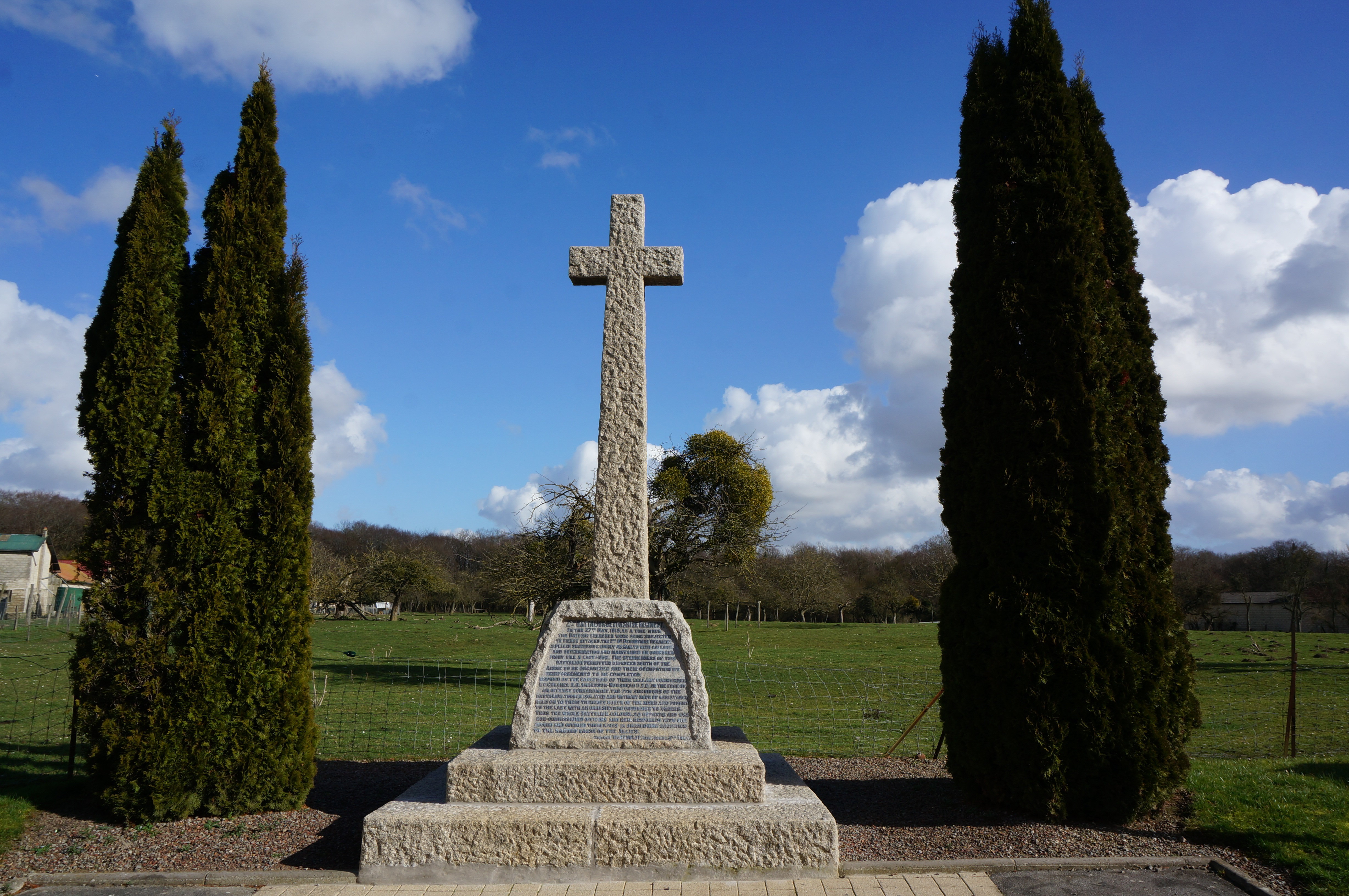
2-й мемориал Девоншира в городе Ла-Виль-о-Буа-ле-Понтавер, строительство которого было поддержано комитетом военного мемориала графства Девон

Первое предложение почтить память погибших на войне Девона поступило от декана Эксетера в декабре 1918 года, через месяц после подписания перемирия. Декан предложил построить в Эксетерском соборе клуатр, возможно, с памятником, который служил бы военным мемориалом, но в начале 1919 года от этой идеи отказались из-за нехватки средств. Ещё одним предложением, которое привлекло внимание местных СМИ, было строительство нового крыла в Королевском госпитале Девона и Эксетера. Идея строительства мемориала в целом оказалась весьма спорной—председатель местного отделения Национальной федерации уволенных и демобилизованных моряков и солдат посчитал, что средства лучше потратить на уход за выжившими ветеранами и осудил идею мемориала как «бесполезную трату денег». Совет графства Девон сформировал комитет военного мемориала графства, возглавляемый Хью Фортескью, 4-м графом Фортескью, для рассмотрения 23 предложений, включая несколько представленных общественностью.
Комитет полагался на государственные пожертвования и понимал, что он вряд ли соберет крупную сумму денег, поскольку общины по всему Девону сосредоточат свое внимание на проведении собственных мероприятий и возведении отдельных военных мемориалов. Несмотря на это, комитет был полон решимости воздвигнуть некий памятник погибшим в войне, и в качестве компромисса искал простой, но элегантный памятник. Они поручили это задание Лачерсу в 1920 и выбрали для мемориала форму Военного креста. Комитет рассмотрел несколько потенциальных вариантов, в том числе Каусандский Маяк в Дартмуре и холмы Халдон в Южном Девоне, но комитет желал, чтобы собор находился недалеко от Эксетера, главного города в графстве Девон. Конкретное место было выбрано таким образом, чтоб мемориал был виден с улицы Хайстрит и Бродвей. На оставшиеся средства комитет военного мемориала графства Девон поддержал строительство мемориала на поле боя в Ла-Виль-о-Буа-ле-Понтаверте во Франции в честь 2-го батальона Девонширского полка, который пережил особенно тяжёлые бои во время Третьей битвы Эна.
Мемориал является одним из двух главных военных мемориалов в Эксетере, второй — Мемориал в Эксетер Сити, расположенный на территории сада Нортернхей. (бывшей территории замка Ружмон). В Эксетерском соборе также хранятся мемориалы Девонширского полка и Уэссекского санитарного полка. Отдельный комитет под руководством Эксетерского городского совета был ответственным за городской военный мемориал. Комитеты мемориалов городов и графств явно не сотрудничали между собой. По словам сэра Джеймса Оуэна, председателя комитета города, городская администрация предложила совместный комитет, но в округе «хлопнули дверью перед нашими лицами», при этом Лорд Фортескью обвинил городской комитет в том, что он приступил к собственному проекту без каких-либо обсуждений в округе. Оба комитета хотели проектировать основной мемориал для Девона и вносить необходимые средства, но ни один не готов делить управление. В результате в Эксетере были построены два очень разных памятника — городской мемориал построен в виде фигуры Виктории-победы, которая стоит на большом постаменте и, окруженная другими скульптурами, формирует крест.

## История и проектирование

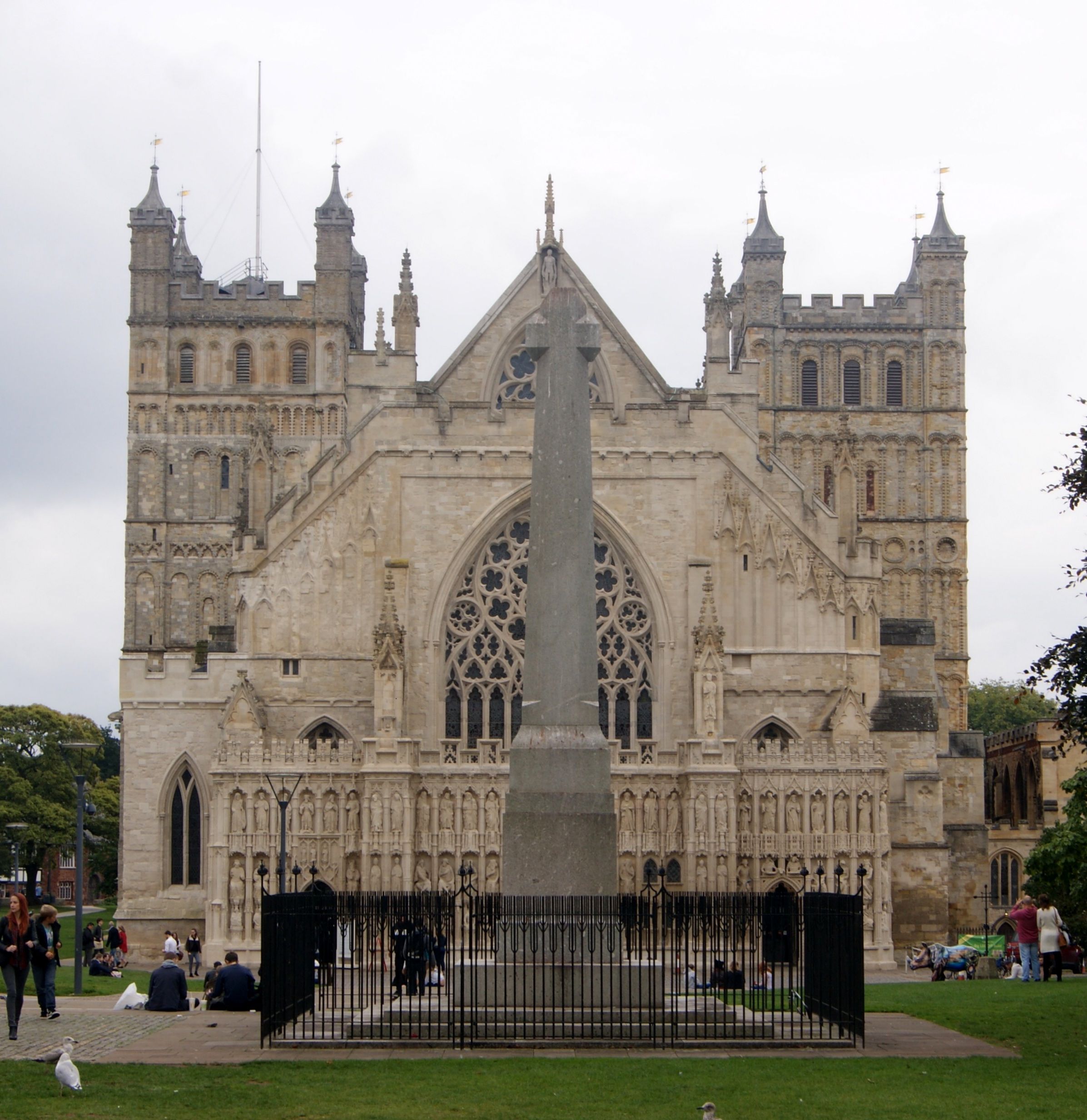
Вид на мемориал и Эксетерский собор

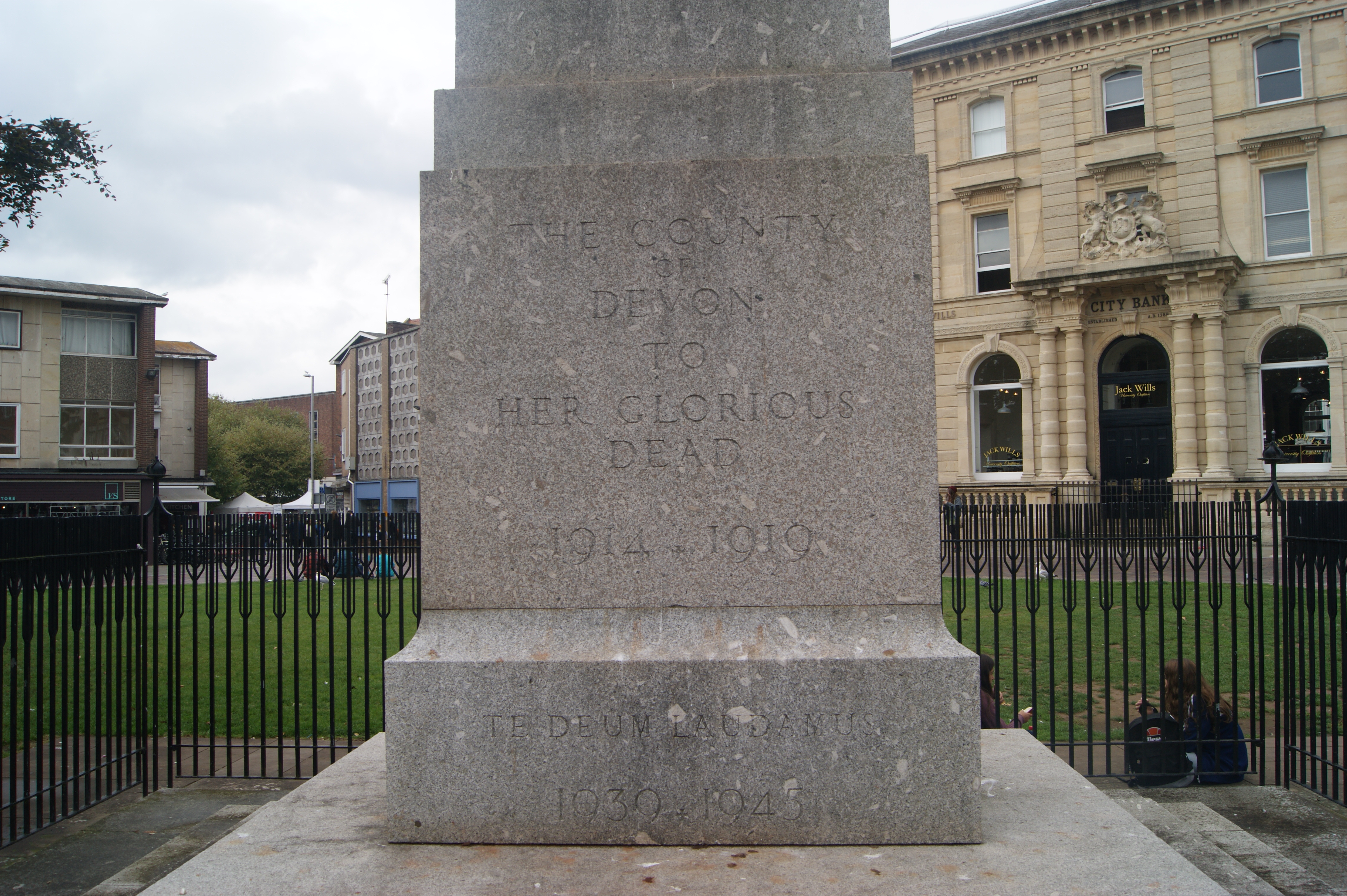
Надпись на основании

Проект продолжился сразу после того, как был согласован. Мемориал был построен на территории собора Кэсидрал грин, к западу от собора, на уровне с алтарем,—по словам историка Хейзел Харви, «он смотрит на восток, стоя на абстрактной линии, проведенной от главного алтаря через неф собора». Он расположен к северо-западу от металлического креста, шпиля церкви Санта Мария Маджоре, в Эксетере, обозначая место, снесенного в 1971 году, здания.
Мемориал имеет форму гранитного креста, размером 30 футов (9,1 м), который добыт из Хайтора в Дартмуре, и высечен из целого камня—крупнейшего, который Лаченс смог приобрести. Крест образуется из сужающегося сплющенного шестигранного стержня, на котором ближе к вершине закреплена перекладина с фаской, не шире, чем основание. Он стоит на трехуровневом основании и прямоугольном пьедестале, который также расположен на трех каменных ступенях, как это принято на военных мемориалах Лаченса. На центральном ярусе основания высечена надпись «Графство Девон в память о павших героях / 1914—1919 / TE DEUM LAUDAMUS / 1939—1945». После его завершения, Лаченс сказал про памятник, что «он очень простой и монолитный, а тонкость его линий означает труд, заботу и мысль. […] Это должно длиться вечно».
Мемориал был открыт в Духов день, 16 мая 1921, Принцем Уэльским (позже король Эдуард VIII), в присутствии Лаченса. На церемонии открытия, Лорд Фортескью произнес речь, он подсчитал, что 11,600 мужчин и женщин Девона были убиты во время службы на войне. Позже он заявил, что в вооружённых силах служило примерно 63,700 людей (8,000 солдат регулярной армии, 36,700 добровольцев, и 19000 солдат-срочников). Имена погибших были занесены на Доску почета, с которой было сделано три копии: одна для Эксетерского Собора, ещё одна для окружного совета, и та, которую Принц Уэльский поместил в углубление на основании военного мемориала. Визит принца вызвал большой ажиотаж в районе. Тысячи людей выстроились вдоль улиц, чтобы приветствовать его кортеж, и магазины на главной улице вывесили транспаранты с приветственными сообщениями. После презентации, Эдвард провел десять дней, путешествуя по окрестностям.

16 апреля 2009 года мемориалу, включая дорогу для процессии, был присвоен статус памятника архитектуры II* степени за его особый архитектурный или исторический интерес — статус, который обеспечивает юридическую защиту от несанкционированного сноса или изменения. В ноябре 2015 года в рамках мероприятий к столетию Первой мировой войны, Военные мемориалы Лаченса были признаны «национальной коллекцией». Все его 44 отдельно стоящие памятники в Англии были зачислены или имели статус внесения в список национального наследия Англии, список статей обновляется и расширяется.